# Abbatiale Notre-Dame-la-Blanche de Selles-sur-Cher
Pour les articles homonymes, voir Abbatiale Notre-Dame.
L'abbatiale Notre-Dame-la-Blanche de Selles-sur-Cher également appelée abbatiale Saint-Eusice est un édifice religieux situé à Selles-sur-Cher dans le Loir-et-Cher. Elle est classée au titre des monuments historiques en 1862.

## Historique

### Saint Eusice
Selon la Vie de saint Eusice, un récit hagiographique attribué à Létald de Micy,,, l'ermite Eusice est né à Jumilhac, en Périgord, en 465. Ses parents étant pauvres, ils durent partir s'installer en Berry pour fuir la famine qui y sévissait. Malgré cette fuite, la pauvreté obligea Eusice à se vendre comme serf à l'abbé du monastère de Patriciacum, près de Romorantin. Il y fut assimilé aux moines, il se révéla si édifiant qu'on décida de l'élever à la prêtrise. Il a été nommé procureur, c'est-à-dire administrateur des affaires matérielles de l'abbaye. Voulant vivre une vie érémitique, il obtint de son abbé de pouvoir se retirer dans un lieu désert.
C'est en 521 qu'il s’installa près du Cher où il mena sa vie, la partageant entre la prière et le travail des abeilles, la quête d'aumônes, pour subsister. La sainteté de son mode de vie attira des foules. On lui réclama des miracles qu'il fit, augmentant son renom. Le roi Childebert partant à la guerre contre les Wisigoths dans le nord de l'Espagne, en 541, vint le visiter et lui demanda des prières pour son entreprise. Eusice lui prédit la réussite, ce qui advint. Le roi pour le remercier, à son retour, proposa de lui donner de l'argent, mais Eusice choisit de faire libérer les prisonniers wisigoths. Un des chefs de l'armée obtint du roi de posséder la terre sur laquelle se trouvait l'ermitage d'Eusice. Il entreprit alors d'y construire un monastère. Le lieu s'appela la Cellule, puis Celle-Saint-Eusice, Selles-Notre-Dame, Selles-en-Berry avant de prendre finalement le nom de Selles-sur-Cher.
Eusice est mort probablement en 542. Childebert fit construire une magnifique église sur son tombeau. L'église fut ravagée par les Vikings, probablement en 903.

### Construction de l'abbatiale
Après avoir été relevée de la ruine, l'abbaye est entre les mains de clercs qui ont tenté, en 1140, de la donner à Marmoutier. Mais en 1145, l'évêque de Bourges, Pierre de La Châtre, l'attribua à des chanoines réguliers de l'Ordre de Saint-Augustin. Cette donation est à l'origine de la reconstruction de l'abbatiale.
Elle est reconstruite au cours du deuxième quart du XIIe siècle. À la fin du XIIe siècle la nef est partiellement reconstruite. Pendant les travaux, le mur nord de la nef s'effondra avec une partie de la nef et la voûte. Le mur nord, les piliers de la nef et sa voûte sont alors remontés dans le style gothique durant le XIIIe et XIVe siècles.
La foudre tomba sur le clocher le 1er juin 1523. Le 5 janvier 1563 les troupes protestantes de Coligny revenant de la bataille de Dreux campèrent dans les environs et détruisirent notamment le chœur de l'abbatiale et le trésor. L'effondrement de la voûte du chœur détruisit la crypte.
En 1606, il ne subsistait plus que l'enveloppe extérieure du déambulatoire et les chapelles rayonnantes. Le chœur et le déambulatoire furent recouverts d'un plafond en bois commun. Les fenêtres du chœur furent obturées.
En 1613, la congrégation des Feuillants qui s'était installée dans l'abbaye rehaussa le chœur et agrandit la crypte où elle déposa les reliques de saint Eusice.
Pendant la Révolution, les croisillons du transept sont fermés car les voûtes sont sur le point de s'effondrer.
Ce n'est qu'en 1882 que l'architecte Anatole de Baudot entreprit de reconstruire l'édifice dans son état primitif, et c'est une église presque neuve que l'on peut maintenant contempler.

## Architecture
L'édifice comprend une nef flanquée de collatéraux, un transept et un chœur entouré d'un déambulatoire à trois chapelles rayonnantes. Le carré du transept comporte quatre énormes piles supportant des arcs en plein cintre qui encadrent une coupole à pendentifs. Ce puissant massif supporte un clocher.
Le portail principale est orné de colonnes et de chapiteaux pouvant provenir de la basilique mérovingienne. La nef, les voûtes d'ogives des bas-côtés et l'élégant portail latéral sont de belle qualité ; en revanche l'étage supérieur n'est composé que d'un simple mur percé d'oculi, le plafond étant recouvert de lambris.
Le chevet (extérieur des absides) de la chapelle d'axe est orné de deux frises sculptées de personnages datant du XIIe siècle. La première, au-dessous des fenêtres, est d'une facture assez rustre et représente différents épisodes de la vie du Christ. La seconde, au-dessus des fenêtres, est mieux proportionnée et représente la vie de saint Eusice.
La crypte située au-dessous du chœur renferme le tombeau de saint Eusice du VIe siècle.

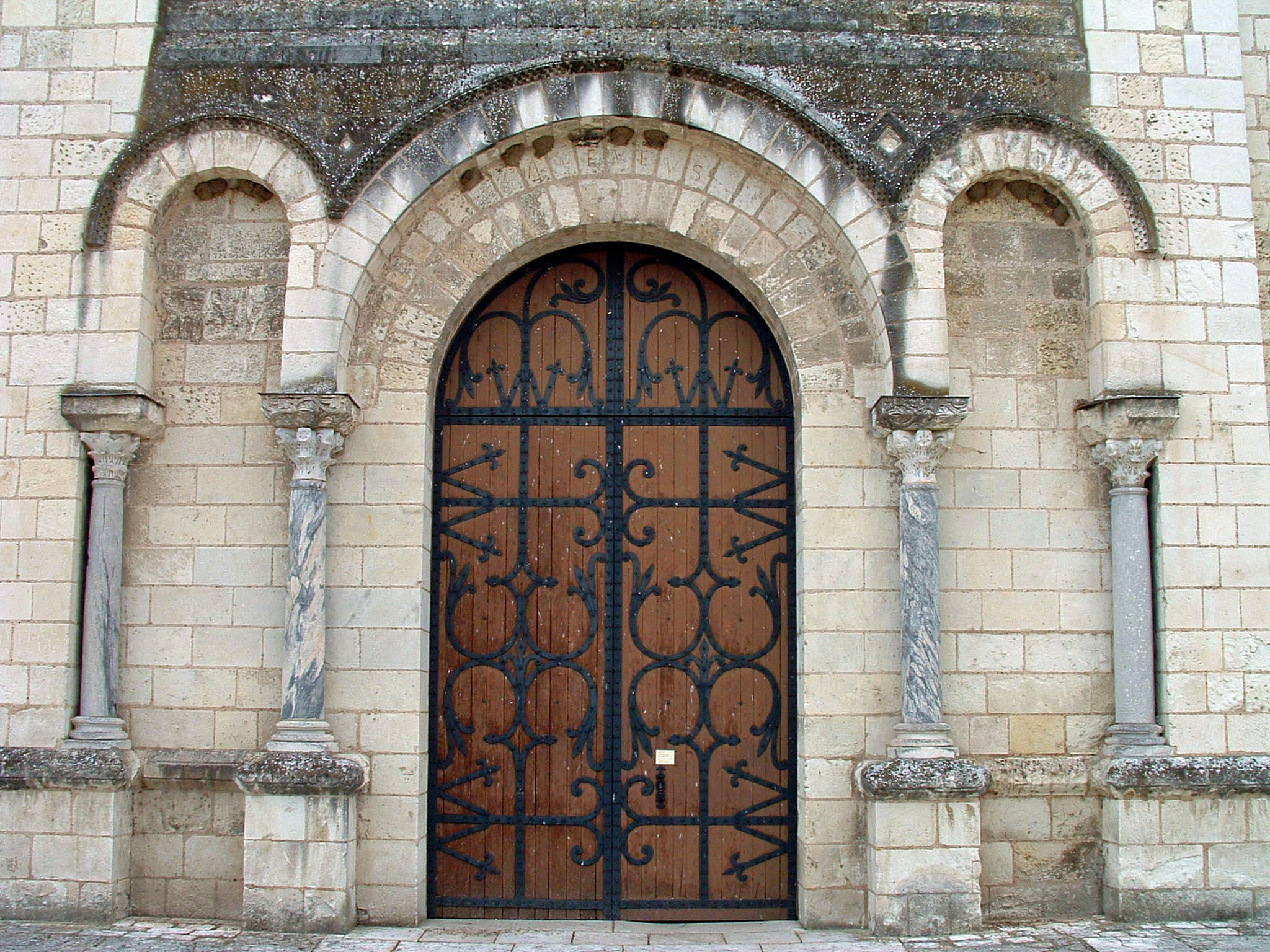
Le portail avec des colonnes et des chapiteaux pouvant provenir de la basilique mérovingienne.
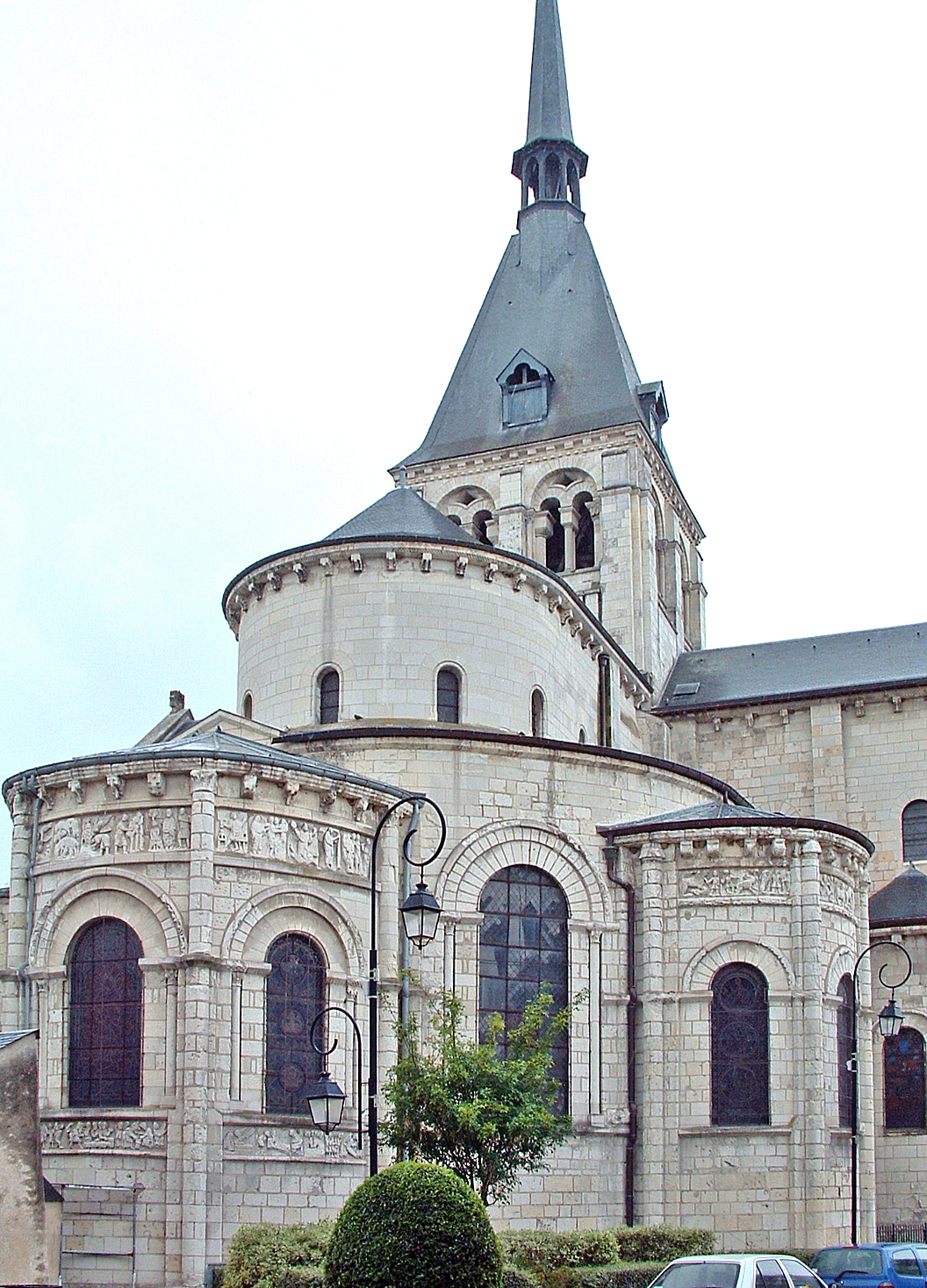
Le chevet avec les reliefs du XIIe siècle, et le clocher.
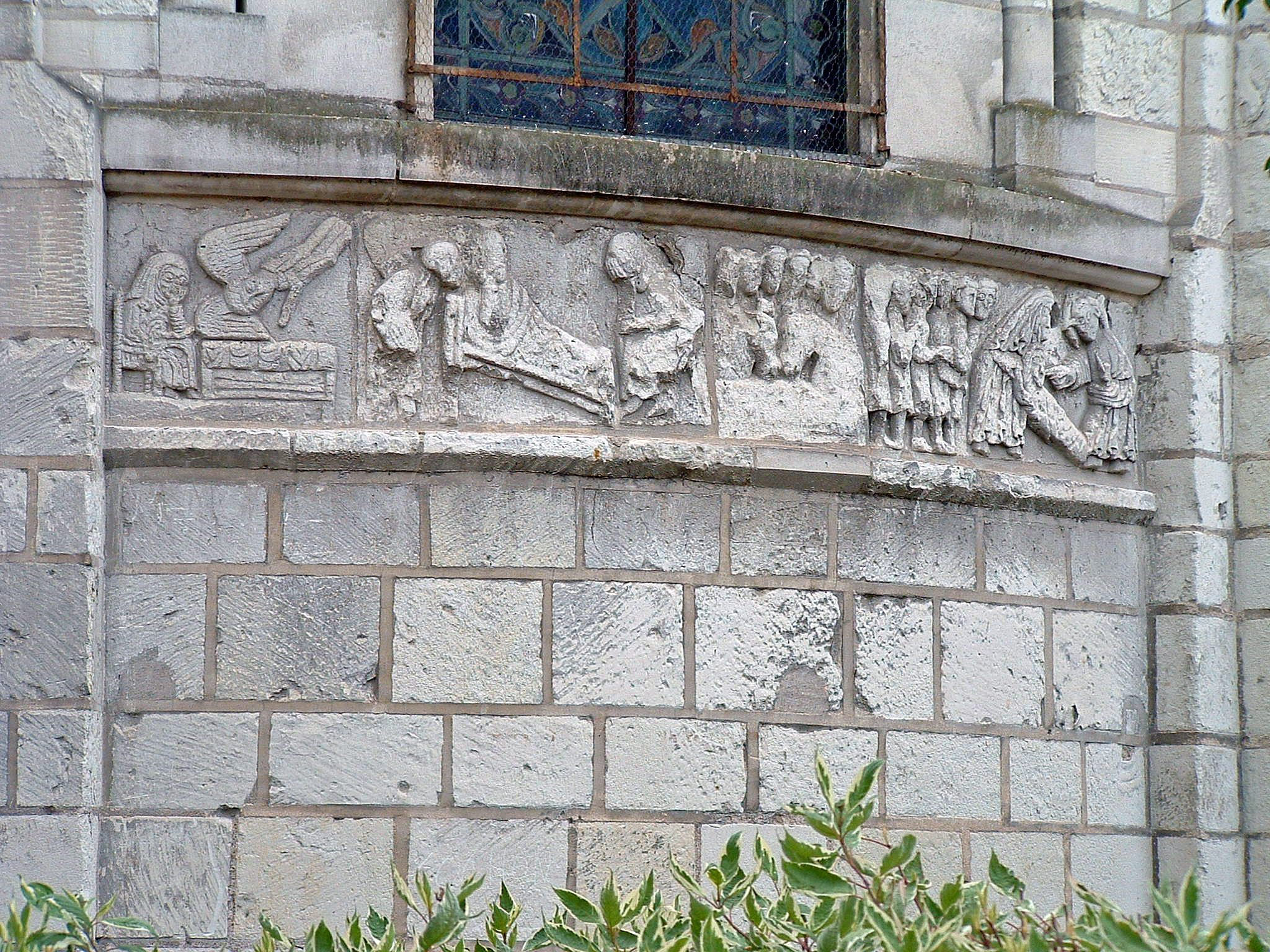
Reliefs de l'abside : L'Annonciation, la Nativité et la Résurrection de Lazare.
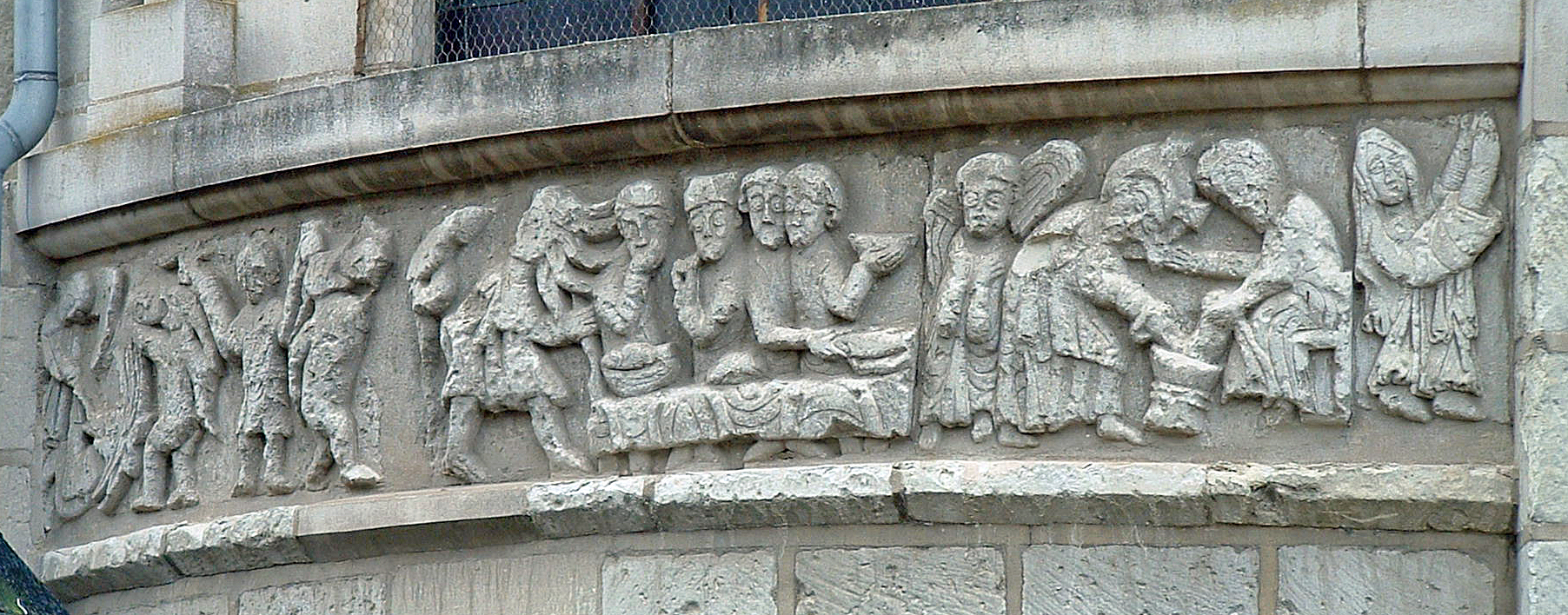
Reliefs de l'abside : La Cène et le Lavement des pieds.
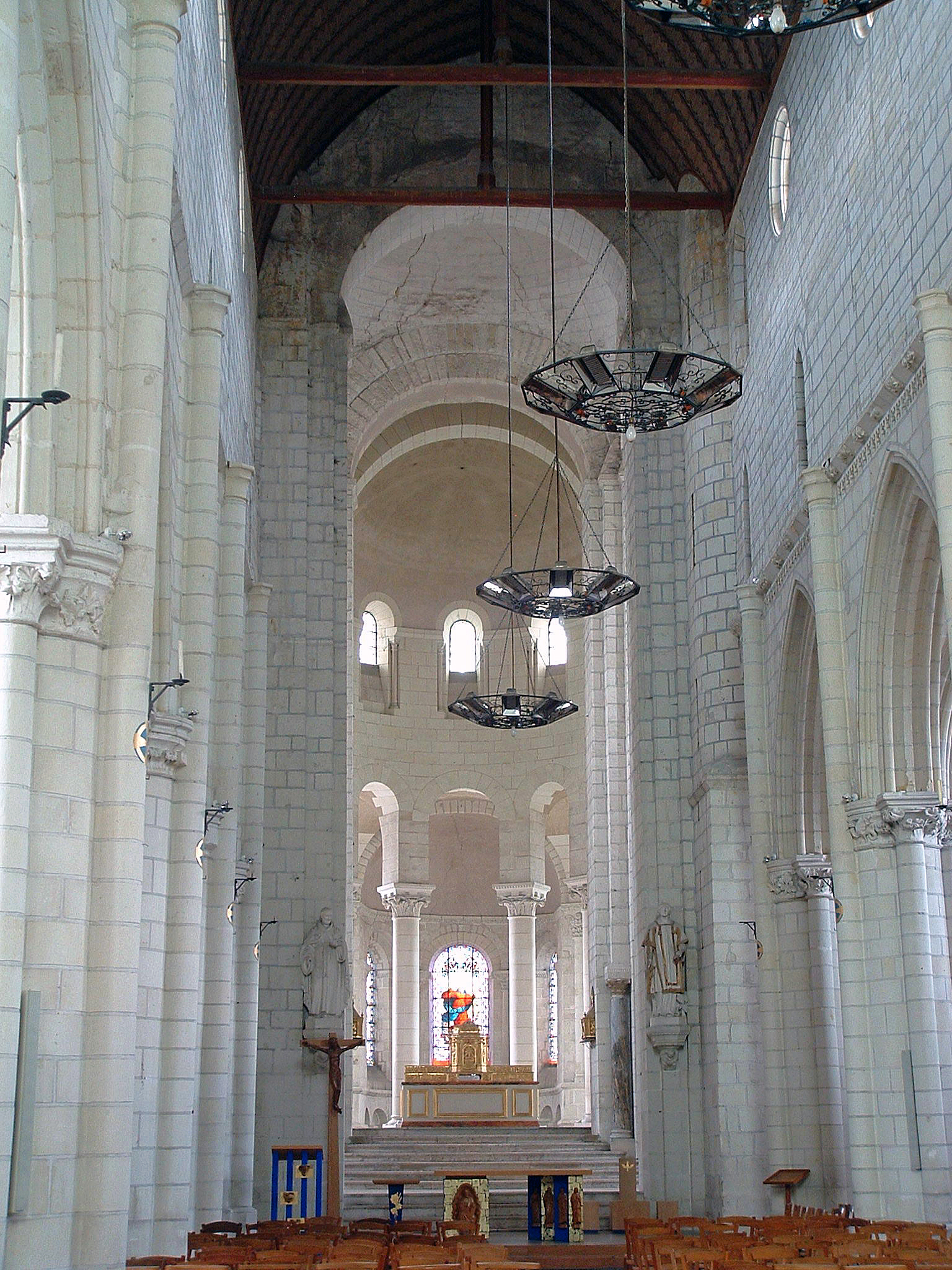
La nef.
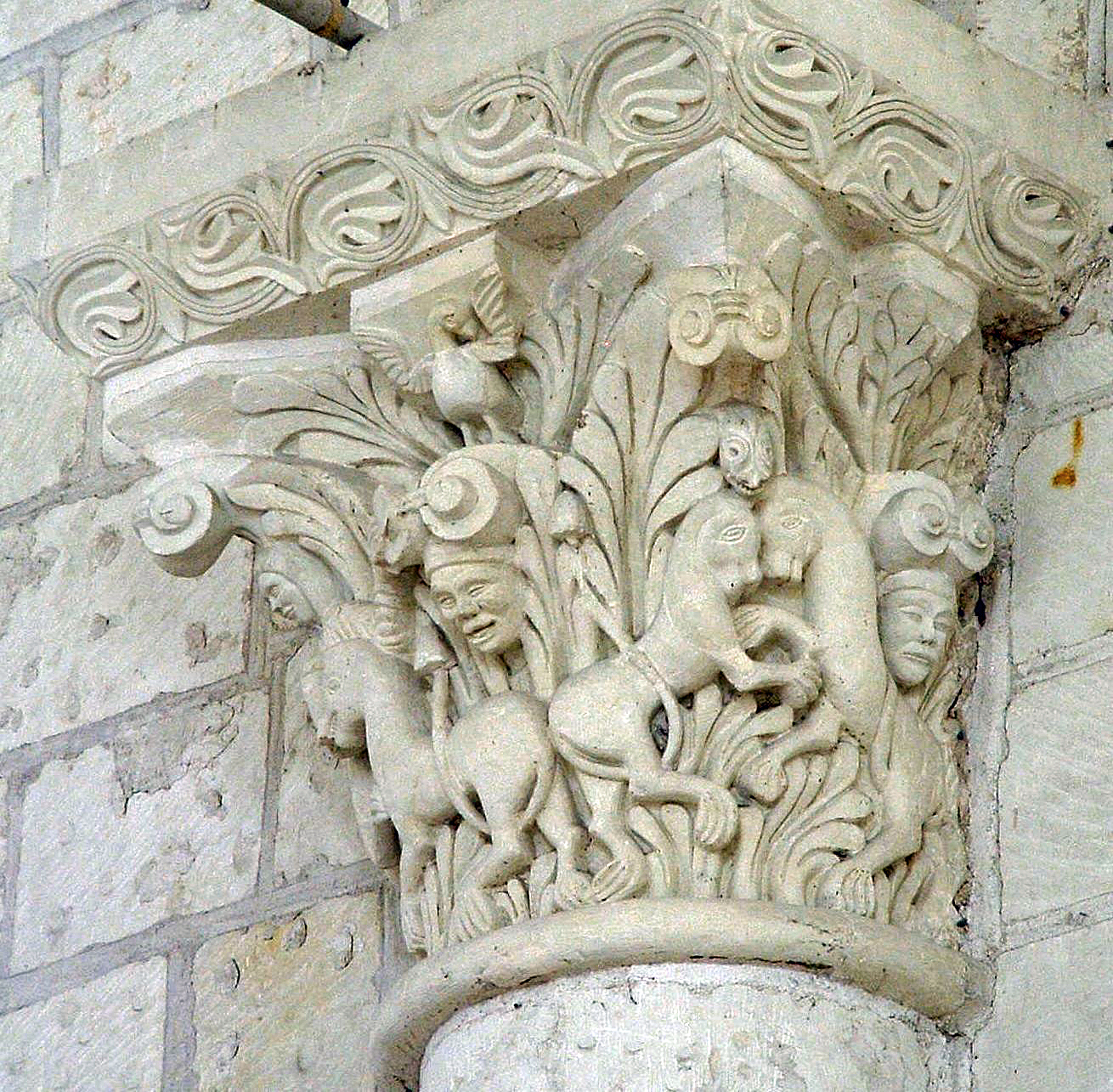
Chapiteau du bas-côté sud.

## Abbés

### Abbé bénédictins
- Eusice (mort en 540).

### Abbés augustiniens (1145)

#### Abbés réguliers
- XIVe siècle-1380 : Raymond Jordan.

#### Abbés commendataires
- 1483-1506 : Jean-François de La Trémoille (1465-1507), cardinal[7].
- 1530-1557 : René de Beauvilliers (mort en 1557)[8].